# Tjolk
Tjolk is een merk zuiveldrank gericht op een jeugdige doelgroep. Het werd in 1977 in Nederland op de markt gebracht. De reclameleus was "Tjolk is lekker, overal en altijd!". Begin jaren negentig verdween Tjolk van het toneel. Het werd geproduceerd door Riedel.
De oorspronkelijke naam van Tjolk was Sjolk, maar bierfabrikant Skol vond dat te veel lijken op zijn eigen naam en dwong via een rechtszaak af dat de naam werd veranderd. Later stapte Tjolk zelf naar de rechter om naamswijziging te eisen van Choq, een concurrerend chocoladedrankje.
Tjolk was er oorspronkelijk in vijf smaken, elk met een vrolijk dier op de verpakking:
- aardbei (konijn)
- banaan (aap)
- chocolade (bruine beer)
- tropisch fruit (papegaai, later vervangen door een dolfijn)
- melk (koe)

## Comeback
In 2009 kondigde Tjolk een comeback van de zuiveldrank aan, die begin 2010 weer in de schappen zou staan. De drank werd geproduceerd in Groot-Brittannië. Door een productiefout bleek de drank vroegtijdig te bederven en Tjolk haalde de drank van de markt.
In 2014 werd het merk wederom op de markt gebracht. In dat jaar kende Tjolk vier smaken:
- chocolade (bruine beer)
- banaan (aap)
- vanille (koe)
- aardbei (konijn)

In 2017 verdween Tjolk weer uit de schappen; er werd niet genoeg van verkocht.